# Février 1847

## Événements
- Abd el-Kader se réfugie de nouveau au Maroc. Bugeaud désire le poursuivre mais le gouvernement français s’y oppose. Il demande alors les moyens de réduire les Kabyles, mais n’obtient pas satisfaction. On lui retire le droit d’accorder des concessions en territoire civil et un crédit de trois millions pour la colonisation militaire.

- 2 février, France, Paris : décision de construction, boulevard Mazas (Diderot), de la gare de la ligne Paris-Lyon. Les travaux durent jusqu'en 1853.

- 3 février : la pression des groupes libéraux oblige Frédéric-Guillaume IV de Prusse à convoquer un Parlement uni prussien constitué des députés des diètes provinciales. Lorsque ce Landtag veut se transformer en Assemblée périodique, puis refuse un emprunt au roi, celui-ci, à la satisfaction des hobereaux, le renvoie. Les congrès de démocrates se multiplient à la fin de l’année.

- 6 février, France : parution du premier volume de l’Histoire de la Révolution de Louis Blanc.

- 8 février, France : mort de Mme de Chateaubriand. Hugo (Choses vues T1 p 411) : "Chateaubriand. Mme Récamier. Hugo: "Mme de Chateaubriand mourut le 11 février 1847. C'était une personne maigre, sèche, noire, très marquée de petite vérole, laide, charitable sans être bonne, spirituelle sans être intelligente. Elle était fort convenablement avec M. de Chateaubriand. Dans mon extrême jeunesse, quand je venais voir M. de Chateaubriand, j'avais peur d'elle. Elle me recevait d'ailleurs assez mal. M. de Chateaubriand, au commencement de 1847, était paralytique; Mme Récamier était aveugle. Tous les jours, à trois heures, on portait M. de Chateaubriand près du lit de Madame Récamier. Cela était touchant et triste. La femme qui ne voyait plus cherchait l'homme qui ne sentait plus: leurs deux mains se rencontraient. Que Dieu soit béni; on va cesser de vivre qu'on s'aime encore."

- 11 février, France : Empis est élu à l'Académie française.

- 13 février, France : parution du premier volume de l’Histoire de la Révolution française de Jules Michelet.

- 15 février, France : à la Chambre des pairs, Victor Hugo dépose et soutient la pétition Pasquier en faveur de la création de maisons de refuge et de retraite pour les ouvriers.

- 19 février, France : inauguration du Théâtre historique d'Alexandre Dumas père avec son drame La Reine Margot. Un marchand ambulant vend pour la première fois aux gens faisant la queue un produit appelé à un grand succès, le bouillon.

- 22-23 février : bataille de Buena Vista.

- 24 février, France : mort d'Alexandre Guiraud.

- 26 février, France : à l'enterrement de Guiraud, Victor Hugo tient l'un des cordons du poêle.

- 27 février, France : présentation à l'Assemblée du projet de loi sur la colonisation militaire de Bugeaud. Bugeaud a devancé l'échec.

## Naissances
- 11 février : Thomas Edison (mort en 1931), inventeur américain.
- 24 février : Sima Lozanić (mort en 1935), chimiste serbe.

## Décès
- 3 février : Alphonsine Plessis, Marie Duplessis, La Dame aux camélias
- 4 février : Henri Dutrochet (né en 1776), médecin, botaniste et physiologiste français.
- 15 février : Germinal Pierre Dandelin (né en 1794), mathématicien belge.